# Ліщинер Михайло Іванович
Михайло Іванович Ліщи́нер (нар. 23 квітня 1912, Тирасполь — пом. 29 жовтня 1992, Львів) — український живописець; член Спілки радянських художників України з 1940-х років.

## Біографія
Народився 23 квітня 1912 року в місті Тирасполі (нині Молдова). 1931 року закінчив Кам'янець-Подільську художньо-промислову школу; 1941 року — Київський художній інститут, де був учнем Павла Волокидіна. Брав участь у Німецько-радянській війні, служив у саперних частинах. Нагороджений орденом Вітчизняної війни II ступеня (6 квітня 1985 року).
Упродовж 1947—1954 років викладав на кафедрі живопису Львівського державного інституту прикладного та декоративного мистецтва. У 1954—1972 роках працював у Художньому фонді, потім на творчій роботі. Мешкав у Львові в будинку на проспекті Леніна, № 41, квартира № 32. Помер у Львові 29 жовтня 1992 року. Похований у Львові на Янівському цвинтарі.

## Творчість
Працював в галузі станкового та монументального живопису. Створював портрети, натюрморти, пейзажі, тематичні композиції, настінні розписи. Серед робіт:
- «Спомин. Тут поховано серце Михайла Кутузова» (1947);
- «Щастя» (1957);
- «Натюрморт з оселедцем» (1959);
- «Поети» (1966);
- «Повернення» (1966);
- «Біля дзеркала» (1968; 1980);
- «Бережіть мир» (1969);
- «Мелодія» (1970);
- «Автопортрет» (1976; 1990);
- «Дівчина з казки» (1981);
- «Лихо пияцтва» (1981);
- «Натюрморт із червоною рибкою» (1981);
- «Натюрморт із квіткою» (1981);
- «Евакуація» (1982);
- «Циганка» (1984);
- «Містечко» (1986);
- «У сім'ї» (1986);
- «Кераміка» (1987);
- «Сон у зоряну ніч» (1988);
- «Відпочинок» (1988);
- «Дівчина» (1988);
- «Цирк» (1989);
- «Застілля» (1989);
- «Блазень» (1989);
- «Очікування» (1989);
- «Натюрморт зі статуеткою» (1989);
- «Пісня» (1989);
- «Вечір» (1989);
- «Шахісти» (1990);
- «Індія» (1990);
- «Побачення» (1990);
- «Весілля» (1990);
- «Мадонна» (1990);
- «Силач» (1990);
- «Павло Волокидін» (1990);
- «Орнамент» (1990);
- «Більярдист» (1990);
- «Натюрморт із лимоном» (1992);

Співавтор серії розписів у Шевченківському залі Львівського університету — «Герої Шевченкових творів», «Минуле і сучасне українського народу» (обидві — 1960, разом із Петром Козіним, Віктором Никаноровим, Клавдією Ошевою, Веніаміном Сіпером, Юрієм Щербатенком, Олександром Сухоруковим).
Брав участь у республіканських виставках з 1947 року. Персональні виставки відбулися у Кишиневі у 1969 році, Львові у 1970, 1972, 1982, 1987, 1991 роках, посмертні — у Львові у 1993, 1997, 2004, 2009, 2011 роках, Києві у 2011 році, Хмельницькому у 2012 році.
Деякі роботи зберігаються у Львівській галереї мистецтв, Національному музеї у Львові, Хмельницькому художньому музеї (24 полотна, 11 з яких автор ще за життя подарував музею), Національному музеї образотворчого мистецтва Республіки Молдова у Кишиневі, а також у приватних колекціях України, Росії, США, Німеччини, Ізраїлю, Великої Британії.